# インキャのキャキャキャ/オタ恋
「インキャのキャキャキャ/オタ恋」は、日本の女性アイドルグループ・NANIMONOのメジャー1st両A面シングル。
2024年2月21日にテイチクエンタテインメントからリリースされた。

## 背景とリリース
NANIMONOは「インキャ」を自称するメンバーらが集まったアイドルグループである。2022年6月にステージデビューし、1年後の2023年6月に『むりなんだがw』でテイチクエンタテインメントからメジャーデビューした。本シングルはその翌年にリリースされたメジャー1枚目のCDシングル作品である。
2023年12月19日、新宿BLAZEで行われたメンバープロデュースワンマンライブ「陽キャの日〜嵐を呼ぶインキャ帝国の逆襲〜」のアンコールにて、本シングルのリリースが発表された。また、発表後「オタ恋」のライブ初披露も行われた。
CDシングルは2024年2月21日、Type AとType Bの2形態での発売された。ジャケットには、Type Aではメンバーの実写が、Type Bではメンバーのマスコットイラストが使用されている。

## 制作
1stアルバム『むりなんだがw』リリース後の2023年9月、NANIMONOには輪廻ねるが新メンバーとして加入した。そのため今作では、『むりなんだがw』から楽曲「ジャージは戦闘服★」および「インキャ・オブ・ファイヤー」それぞれの新体制再録版である「2024 Ver.」がカップリングとして収録されている。メンバーのひなたゆまはこの選曲について、「『NANIMONOのライブといったらこの2曲』というくらい、ライブでは絶対に歌う曲」であることを理由として語っている。今作のレコーディングは輪廻ねるの加入直後から行われていた。
メンバーの眠岸ぷりんは「インキャのキャキャキャ」のレコーディングがそれまでで最も大変だったと語っている。プロデューサーに「とにかく明るく歌って」とオーダーされた眠岸は、「一生懸命テンションを高くし、自分の首を締めながら」歌った、と明かしている。

## 楽曲の内容
本作は、「インキャのキャキャキャ」ではメンバーたち本人の、「オタ恋」ではファン側からの視点で、共に「オタク心」を描いた両A面構成となっている。

### インキャのキャキャキャ
明るくポップなサウンドで、「最後は必ずインキャが勝つ！」というメッセージを込めた応援ソング。ネット民としての人生を肯定し、同じインキャでオタクな人たちに勇気を与える楽曲となっている。
歌詞では「メシウマ」「マジレス」「ROMってろ」「オワタ」「ノシノシ」「むりぽ」など2ちゃんねるなどで使われたようなインターネットスラングが多用されている。
シングルリリース後、同2024年10月にリリースされた2ndアルバム『INTERNET MAGICAL GIRL』に収録された。

### オタ恋
アイドルに恋するオタクの純粋な気持ちを描いたミドルテンポのバラードである。
ライブ初披露時には当初「すごくいい曲」「素敵なバラード」として受容されたが、次第に「普通の恋愛の曲ではない」「なんか様子がおかしい」と気づくリスナーが増え、MVや歌詞が公開されたことで「オタクから推しへの気持ち」という歌詞の内容への共感が一気に集まったという。
「インキャのキャキャキャ」と共にアルバム『INTERNET MAGICAL GIRL』に収録された。

## 評価と反響
Skream!のライター長澤智典は、両A面楽曲を「2曲共に、主人公のオタク心を少しシニカルに表現。オタク特有の自己否定しがちな感情を認めたうえで、そんな自分に自信を持とうと勇気や生きる希望を与えてゆく、まさにオタクのための、オタクに向けた、オタク賛歌作。」と評している。
メンバーのひなたゆまは、「リリイベを始めたことで、ライトな層の方々が通常のライブも観に来てくれるようになりました」「『インキャのキャキャキャ』自体がノリやすい楽曲だから、既存のファンたちも、新規のお客さんも、すぐに一緒に真似て踊ってくれました。あのときから、「この曲はイケるな」という気がしています。 」とその反響の実感を語っている。

## 収録内容
| #         | タイトル                               | 作詞         | 作曲                 | 編曲      | 時間  |
| --------- | -------------------------------------- | ------------ | -------------------- | --------- | ----- |
| 1.        | 「インキャのキャキャキャ」             | こゆびちゃん | こゆびちゃん、杉原亮 | 杉原亮    | 3:41  |
| 2.        | 「オタ恋」                             | こゆびちゃん | こゆびちゃん、杉原亮 | 杉原亮    | 4:00  |
| 3.        | 「ジャージは戦闘服★（2024Ver.）」      | こゆびちゃん | こゆびちゃん、杉原亮 | 杉原亮    | 3:43  |
| 4.        | 「インキャのキャキャキャ（カラオケ）」 | こゆびちゃん | こゆびちゃん、杉原亮 | 杉原亮    | 3:41  |
| 合計時間: | 合計時間:                              | 合計時間:    | 合計時間:            | 合計時間: | 15:05 |

| #         | タイトル                                   | 作詞         | 作曲                 | 編曲      | 時間  |
| --------- | ------------------------------------------ | ------------ | -------------------- | --------- | ----- |
| 1.        | 「インキャのキャキャキャ」                 | こゆびちゃん | こゆびちゃん、杉原亮 | 杉原亮    | 3:41  |
| 2.        | 「オタ恋」                                 | こゆびちゃん | こゆびちゃん、杉原亮 | 杉原亮    | 4:00  |
| 3.        | 「インキャ・オブ・ファイヤー（2024Ver.）」 | こゆびちゃん | こゆびちゃん、杉原亮 | 杉原亮    | 3:39  |
| 4.        | 「オタ恋 (カラオケ)」                      | こゆびちゃん | こゆびちゃん、杉原亮 | 杉原亮    | 4:00  |
| 合計時間: | 合計時間:                                  | 合計時間:    | 合計時間:            | 合計時間: | 15:20 |

## プロモーション
- リリースイベント
2024年2月5日より東京都を中心として各地のCDショップ等で開催された[10]。
- タワーレコード「NO MUSIC, NO IDOL?」ポスター VOL.293 起用[11]
- メジャーシングルリリースツアー『なにものといっしょ！』[11]
- とうきょう -
2024年2月26日（Veats SHIBUYA）
- おおさか -
2024年2月28日（梅田Banana Hall）
- なごや -
2024年2年29日(名古屋ReNY limited）
- ふぁいなる -
2024年3月5日（恵比寿LIQUIDROOM）